# Disturbing Behavior
Disturbing Behavior (br: Comportamento Suspeito — pt: Comportamento Perturbado) é um filme americano de suspense e ficção científica lançado em 1998, dirigido por David Nutter. É protagonizado por James Marsden, Katie Holmes, Nick Stahl, Bruce Greenwood e Steve Railsback.

## Sinopse
Após o suicídio do seu irmão, Steve Clark (James Marsden) se muda com sua família de Chicago para Cradle Bay, e se matricula na escola secundária local. Inevitavelmente o filho adolescente sente a diferença. Como qualquer colégio, há vários tipos de alunos, em Cradle Bay, os jovens formam grupos bem diferenciados: há os skatistas, os "nerds", os maníacos por carros e os "fita azul", que são os certinhos e exemplares.
Numa cidade onde todos os jovens parecem "padronizados", ele conhece os "rejeitados" Gavin Strick (Nick Stahl) e a rebelde Rachel Wagner (Katie Holmes), que passam a acreditar ter uma força sobrenatural agindo sobre seus colegas de escola, tornando-os modelos robóticos de adolescentes certinhos.
Steve fica assombrado quando seu melhor amigo, que não fazia a linha "certinho", da noite para o dia passa a fazer parte deste grupo, os fita azul, o time de futebol da escola e ao mesmo tempo um programa liderado pelo psicólogo da escola, Dr. Caldicott (Bruce Greenwood), que tem como função convencer os pais dos alunos problemáticos a inscreverem seus filhos neste programa, composto por pessoas especiais. Ao tentar elucidar o caso, Steve se depara com um espantoso segredo.
Ao lado de Rachel, Steve tem de lutar para manter sua individualidade numa cidade em que os fita azul dominam. Juntos, eles tentam descobrir o plano macabro que se esconde por trás da aparente tranquilidade do lugarejo.

## Elenco
- James Marsden — Steve Clark
- Katie Holmes — Rachel Wagner
- Nick Stahl — Gavin Strick
- Steve Railsback — Oficial Cox
- Bruce Greenwood — Dr. Caldicott
- William Sadler — Dorian Newberry
- Chad Donella — U.V.
- Ethan Embry — Allen Clark
- Katharine Isabelle — Lindsay Clark
- Lynda Boyd - Mrs. Lucille Strick
- Jay Brazeau - Principal Weathers
- A.J. Buckley - Charles "Chug" Roman
- Crystal Cass — Lorna Longley
- Tygh Runyan — Dickie Atkinson
- Derek Hamilton - Trent Whalen
- David Paetkau - Tom Cox
- Daniella Evangelista - Daniella
- Julie Patzwald - Betty Caldicott
- Brendan Fehr - Brendan - Motor Jock